# 2000 SG344
2000 SG344 — навколоземний астероїд з групи Атона. За підрахунками вчених, існує ймовірність 1 з 417, що він зіткнеться із Землею між 2069 та 2113 роками. Астероїд має діаметр 37 м та важить приблизно 71 тис. т (вдвічі більший за Челябінський метеорит). При падінні цього метеориту, вивільниться енергія, що еквівалентна вибуху 1,1 мегатон тротилу, та утвориться ударний кратер даметром 30 м, але це при умові, що він не вибухне в атмосфері.